# Богатирьов Марк Костянтинович
Марк Костянтинович Богатирьов (нар. 22 грудня 1984, Обнінськ, СРСР) — російський актор театру та кіно. Найбільшу популярність здобув завдяки ролі Максима Лаврова в телесеріалі «Кухня».

## Біографія
Марк Костянтинович Богатирьов народився 22 грудня 1984 у м. Обнінськ, Калузької області, до 21 року жив та навчався там.
Після 11 класу, граючи в театрі «Д. Е. М. І.», захотів стати професійним артистом і вступити до театрального інституту. Мама з бабусею порадили йому спочатку отримати «земну» професію, а вже потім займатися тим, чим хочеться.
Марк став планувати надходження на економічний факультет, але випадково потрапив на кастинг фільму «Ненаситні». Там познайомився з актором Микитою Єфремовим. У той час Микита надходив в Школу- студію МХАТ, куди і покликав Марка.
Протягом року Марк їздив в Щепкинське театральне училище на заняття з професійним педагогом, результатом цих занять стало надходження Марка в Російський університет театрального мистецтва, а також в Школу- студію МХАТ, на якій Марк і зупинив свій вибір.
У 2010 році закінчив Школу- студію МХАТ (курс заслуженого артиста Росії Ігоря Золотовицького).
З 2010 по 2013 рік — актор стажерської групи Московського Художнього театру імені А. П. Чехова.
Захоплюється спортом, театром і читанням.

## Фільмографія
- Корни (2020 год)
- Ненаситні
- Інше (фільм) (6-а серія. «Клуб самогубців»)
- Тариф «Новорічний»
- Любов.RU
- Глухар-3 (45-а серія. «Присяжний»)
- Ромео і Джульєтта 21
- Татусі
- Далеко від війни
- Кухня (телесеріал)
- У зоні ризику (7-а серія)